# Јован Димовски
Јован Димовски (Битољ, 1928. — Београд, 1996.) био је сликар, илустратор, сценограф и ликовни педагог из Македоније.

## Биографија
Јован Димовски је дипломирао у Београду на Академији примењених уметности, одсек декоративно сликарство, у класама професора Васе Поморишца и Винка Грдана.
Димовски је радио са Здравком Блажићем на конзервацији фресака и икона у неколико цркава и манастира у Македонији. Радио је као наставник ликовне културе, графички илустратор, сценограф и као слободни уметник. Од 1971. био је члан београдске уметничке групе СИНГИАРТ са још 6 сликара истомишљеника, који су инспирацију тражили у културном наслеђу.
Током своје каријере, Димовски је прошао кроз прилично хетероген стилски развој. Почиње стилизованим реализмом, са много декоративних елемената, са примерима народне орнаментике (посебно завичајне керамике) и македонског фолклора. Затим, кроз специфични експресионизам, приступа асоцијативној апстракцији, заснованој на природи и њеним појавама. Почетни радови се везују за македонски природни пејзаж, Стару битољску чаршију, мртве природе... веома блиске постимпресионизму, а касније примењује стилизацију, упрошћавање форми, прихватање декоративних елемената уз њихово контурно уоквиривање.